# 丸居幹一
丸居 幹一(まるい かんいち、1917年（大正6年）6月13日 - 2008年（平成20年）5月18日)は、日本の運輸官僚。退官後は新東京国際空港公団理事（1973年9月1日 - 1978年7月29日）やエアーニッポン社長などを歴任した。「成田空港の生みの親」とされる。

## 人物

### 来歴
兵庫県宍粟郡一宮町出身。
1944年（昭和19年）9月東京帝国大学法学部政治学科を卒業、10月に運輸通信省に入省、その後航空局監督課に配属。
航技研監理部長、科学技術庁官房会計課長を経て、1961年（昭和36年）7月15日航空局技術部飛行場課長。
神戸海運局長などを経て、1968年（昭和43年）6月13日、航空局飛行場部長に就任。
1972年（昭和47年）6月30日、船員局長。
1973年（昭和48年）8月31日、退官。同年から新東京国際空港公団（NAA）理事を務め、航空燃料の鉄道輸送（暫定輸送）に反対する、茨城県の沿線自治体への説得などに奔走する。
1978年（昭和53年）、成田開港を見届けてNAAを去り（1979年11月までNAA監事を務めた）、全日本空輸常勤顧問に就任。
1979年（昭和54年）、日本近距離航空（のちエアーニッポン）代表取締役社長に就任。
1989年（平成元年）、エアーニッポン代表取締役会長。
2003年（平成15年）、NAAから「成田空港の生みの親」として感謝状を授与される。
2006年（平成18年）、エアーニッポンの事業を通じて地方交通網を拡充し小型ジェット機事業発展の礎を築いたことを称え、日本航空協会から航空亀齢賞を授与される。
2008年（平成20年）、死去。
日本モーターボート協会の副会長なども務めた。

### 新東京国際空港計画

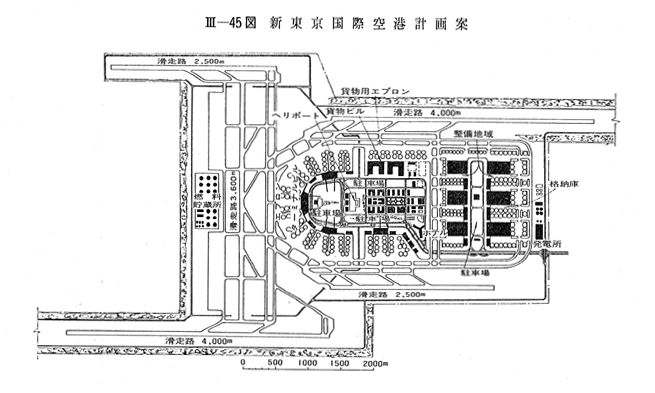
新東京国際空港計画案（当初）

1962年4月、運輸省では飛行場整備の長期計画を初めて作りはじめ、その作業の過程で「羽田はC滑走路を造っても、需要の伸びを考えると10年も持たない」という予測が出され、しかも羽田空港のさらなる拡張は米軍機ルートの「ブルー14」（横田空域）の影響もあって困難であることから、東京近郊に新たな空港建設が必要であるとされた。航空局飛行場課長であった丸居は、既に10年は要する新空港建設に残された時間が足りないと考え、このデータを基に方方に新空港建設の必要を説いて回るが相手にされず、「飛行場きちがい」と呼ばれる始末であった。その様な中にあって、丸居は独断で省内の倉庫を借りて課内に「新東京国際空港計画室」を立ち上げた。この部屋は高官が通る場所にあり、既成事実を早く作ることが狙いであった。
丸居の働きかけの甲斐もあり、同年11月には池田内閣が第二国際空港建設方針を閣議決定するが、丸居はそれに先出って千葉県庁をしばしば訪ね、後に佐藤内閣が内定する「富里空港」について突っ込んだ話し合いを重ねていたという。
丸居は「日本は土地が狭いのだから最小限の土地にしよう。だが恐らく東京周辺で飛行場を造れるのは、これが最後だろうから、最大の発着回数をとれるものにしたい」という考えのもと、新空港には4000メートル滑走路2本・横風用滑走路1本に加えて国内専用滑走路を設けることを画策していたが（計5本）、広大な空港の敷地面積に建設地とされた千葉県は難色を示し、紆余曲折を経て現在の成田国際空港の位置で4000メートル滑走路1本・2500メートル滑走路1本・横風用滑走路1本の規模に減じられた（成田空港問題）。
新東京国際空港の予算査定の段階で、新しく公団を増やさない方針の大蔵省から「航空局の人間を増員してもいいから、その中でやったらどうか」と打診されたが、「航空局の役人だけでやると、役人の宿命として2年ほどで部署が変わってしまう。かかりっきりになる人間がいなければ大空港などはできない」として丸居はこれを拒絶し公団方式を提唱。しかしその後、「母体が20名ほどであれば、全体は素人の集団のようなものだった」として成田の公団化の効果はあまりなかったとしている。